# Cronaca polacca
La Cronaca polacca, intitolata anche Cronaca e atti di principi o re polacchi (in latino: Cronicae et impresa ducum sive principum Polonorum) o semplicemente Cronaca dei duchi polacchi, è il primo documento storico in cui viene raccontata la storia della Polonia dai tempi più antichi del leggendario sovrano Popiel e dell'inizio della dinastia dei Piast fino al regno di Boleslao III. Quest'opera fu scritta da un autore anonimo, tradizionalmente chiamato Gallo o Gallus Anonymus. Il testo fu scritto intorno al 1113-1116 durante la permanenza dell'autore alla corte di Boleslao III.
La Cronaca fu scritta in latino in uno stile simile a quello della narrativa epica delle gesta e per secoli rappresentò un punto di riferimento importante e attendibile per gli studiosi della storia polacca.
È una delle prime opere scritte che comprende dei riferimenti alla storia altomedievale dei paesi slavi dell'Europa centrale e orientale. Fornisce quindi un quadro della storia europea visto da una realtà culturale e geografica differente, da quella descritta dagli storici dell'Europa occidentale e meridionale; sotto questo aspetto precede le Gesta Danorum.

## Data e luogo di composizione
La Cronaca venne composta intorno al 1113-1116 durante la permanenza dell'autore alla corte di Boleslao III. Questa informazione è contenuta implicitamente nell'introduzione della Cronaca. Gallo dedicò la sua opera ai vescovi Paweł e Żyrosław: il primo ebbe l'incarico nella diocesi di Poznań proprio intorno al 1113, Żyrosław, diventò vescovo nel 1112.
Un'altra data significativa per il collocamento temporale è contenuta nella descrizione del pellegrinaggio penitenziale di Boleslao III. Gallo scrisse che il re d'Ungheria, Colomanno, incontrò il re polacco. Colomanno morì nel 1116 quindi possiamo affermare che il testo fu dettato al più tardi nel 1116.

## Struttura
La Cronaca è composta da tre libri (o parti) che coprono cronologicamente i regni della dinastia dei Piast, fino al regno di Boleslao III. L'intento dell'autore era quello di descrivere le imprese del re polacco e dei suoi antenati.
Ogni parte è composta da un'introduzione retorica, nella quale l'autore dedica l'opera ai personaggi delle sue gesta e a chi lo aveva aiutato nella composizione dell'opera. Viene presentato anche un quadro generale dei fatti che verranno raccontati successivamente.

## Forma e stile
Gallo, nell'introduzione alla terza parte della Cronaca, sottolinea che non ha scritto direttamente il testo ma lo ha dettato per controllare meglio il ritmo e l'effetto delle parole, una pratica chiamata ars dictandi diffusa nel medioevo.
L'opera può essere classificata tra le gesta perché l'autore si concentrò sulla presentazione di azioni e delle virtù degli eroi, in particolare di Boleslao III, nello stile del poema epico. Per esempio la nascita del re viene descritta come un evento miracoloso, vengono citate opere dei santi e lo stesso Boleslao viene presentato come l'incarnazione dell'ideale sovrano cristiano. Le virtù come forza, saggezza, coraggio, giustizia e pietà vengono usate molto spesso per riferirsi all'eroe della Cronaca.
Nella Cronaca si tiene in massima considerazione la bellezza della lingua, attraverso la prosa ritmica latina che divide le frasi in segmenti paralleli, ovvero con la stessa quantità di sillabe. Questo genere di prosa ritmata ebbe origine nei monasteri benedettini italiani e prende il nome di cursus velox. Nell'XI secolo venne addirittura fatta una riforma della cancelleria papale per applicare l'ars dictandi e il cursus velox.
Gallo utilizzò anche il cursus spondiacus, all'epoca tipicamente francese (venne usato per esempio dall'arcivescovo di Tours, Ildeberto di Lavardin).

## Contenuto
La Cronaca inizia con la descrizione del "paese degli Slavi" che secondo Gallo Anonimo includeva anche la Dalmazia, la Croazia e l'Istria fino quasi al confine italiano.

### Libro primo
Inizia dal regno di Popiel, leggendario principe di Gniezno antenato della dinastia dei Piast e racconta cronologicamente la storia dei regnanti fino alla nascita di Boleslao III nel 1086.
Nel testo della Cronaca, l'autore fa riferimento in modo cronologico ai duchi e sovrani polacchi, in particolare a:
- Popiel
- Piast
- Siemowit
- Lestek
- Siemomysł
- Miecislao I (in polacco: Mieszko I)
- Boleslao I il Coraggioso (in polacco: Bolesław I Chrobry)
- Miecislao II Lambert (in polacco: Mieszko II Lambert)
- Casimiro I il Restauratore (in polacco: Kazimierz I Odnowiciel)
- Boleslao II il Generoso (in polacco: Bolesław Szczodry)
- Ladislao I Herman (in polacco: Władysław I Herman)
- Boleslao III (in polacco: Bolesław III Krzywousty)

### Libro secondo
Racconta la giovinezza di Boleslao III, dal 1086 fino a 1108.
Il secondo libro inizia durante il regno di Ladislao I Herman, padre di Boleslao III. Boleslao III aveva anche un fratello maggiore, Zbigniew, figlio illegittimo di Ladislao I. Gallo descrisse il conflitto irrisolto contro i Pomerani.
Successivamente non accennò alla spartizione del regno, decisa da Ladislao I, tra i due fratelli. L'autore riprende descrivendo il conflitto tra Boleslao III e Zbigniew senza spiegarne le cause. Gallo lodò Boleslao nello stile caratteristico delle gesta e screditò il suo fratello maggiore Zbigniew.

### Libro terzo
Inizia nel 1109 e finisce circa nel 1113, ambientato durante il regno di Boleslao III. Per motivi sconosciuti non è stato terminato.
Il terzo libro si concentra sui conflitti di Boleslao III contro la Pomerania, il Sacro Romano Impero di Enrico V, i Boemi e il fratello Zbigniew. Il conflitto tra i due fratelli si concluderà nel 1113 con l'accecamento di Zbigniew e il pellegrinaggio penitenziale di Boleslao nel monastero di Somogyvár in Ungheria.
La vittoria sui Pomerani è l'ultimo evento descritto nella Cronaca.

## Manoscritti

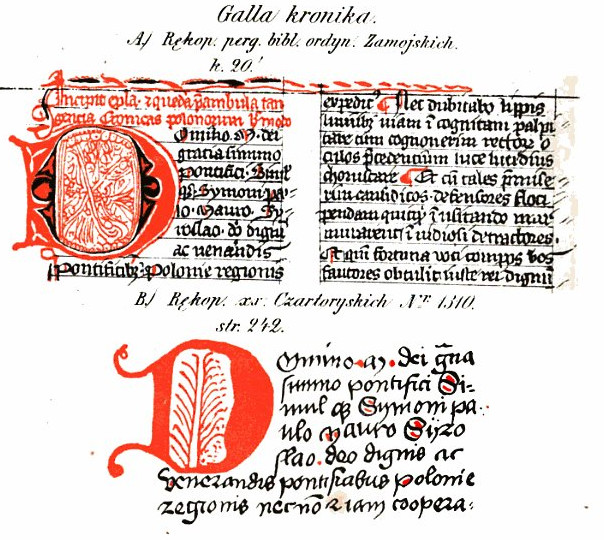
Copie ottocentesche dei manoscritti della Cronaca di Gallus. Sopra il manoscritto dei Zamoyski, sotto quello di Sędziwój

I manoscritti originali dell'opera sono andati perduti. Attualmente sono noti tre manoscritti medievali:
- Manoscritto degli Zamoyski (in polacco: Rękopis Zamoyskich), il più antico manoscritto scritto intorno al 1360, si trova nella Biblioteca Nazionale a Varsavia.
- Manoscritto di Sędziwój (in polacco: Rękopis Sędziwoja), scritto nel XV secolo, è conservato nella Biblioteca dei principi Czartoryskich a Cracovia. Si tratta probabilmente di una copia del manoscritto degli Zamoyski: le differenze tra i due testi sono minime.
- Manoscritto Heilsberski (in polacco: Rękopis Heilsberski), scritto anch'esso nel XV secolo, è conservato nella Biblioteca Nazionale a Varsavia. È diverso dagli altri due manoscritti per quanto riguarda la forma e la lunghezza del testo.

## Attendibilità dell'opera
La Cronaca è basata su scarse fonti scritte dell'epoca, in particolare sugli scritti religiosi, e sulle tradizioni trasmesse per via orale. Nonostante questi fondamenti non sempre affidabili, l'attendibilità dell'opera è universalmente riconosciuta e lo stesso Gallus Anonymus viene riconosciuto come l'autore della prima opera significativa per la storia e la letteratura polacca.